# Tusha Hiti
Le Tusha Hiti (hiti signifiant "fontaine"), également connu sous le nom de Bain royal, est un ancien bain creusé utilisé par la dynastie Malla au Népal. Il se trouve dans la cour de Sundari Chowk, Place du Darbâr, Lalitpur. On attribue au roi Siddhinarasimha Malla la construction du bain au XVIIe siècle. Le mur est orné d'idoles d'Ashta Matrikas, de huit Bhairava et de Nāgas, et le bec en cuivre doré est orné d'idoles de Vishnu et de Lakshmi résidant sur Garuda. Le Tusha Hiti a la forme d'un yoni et on y accède par l'entrée principale de la façade ouest. 

## Galerie

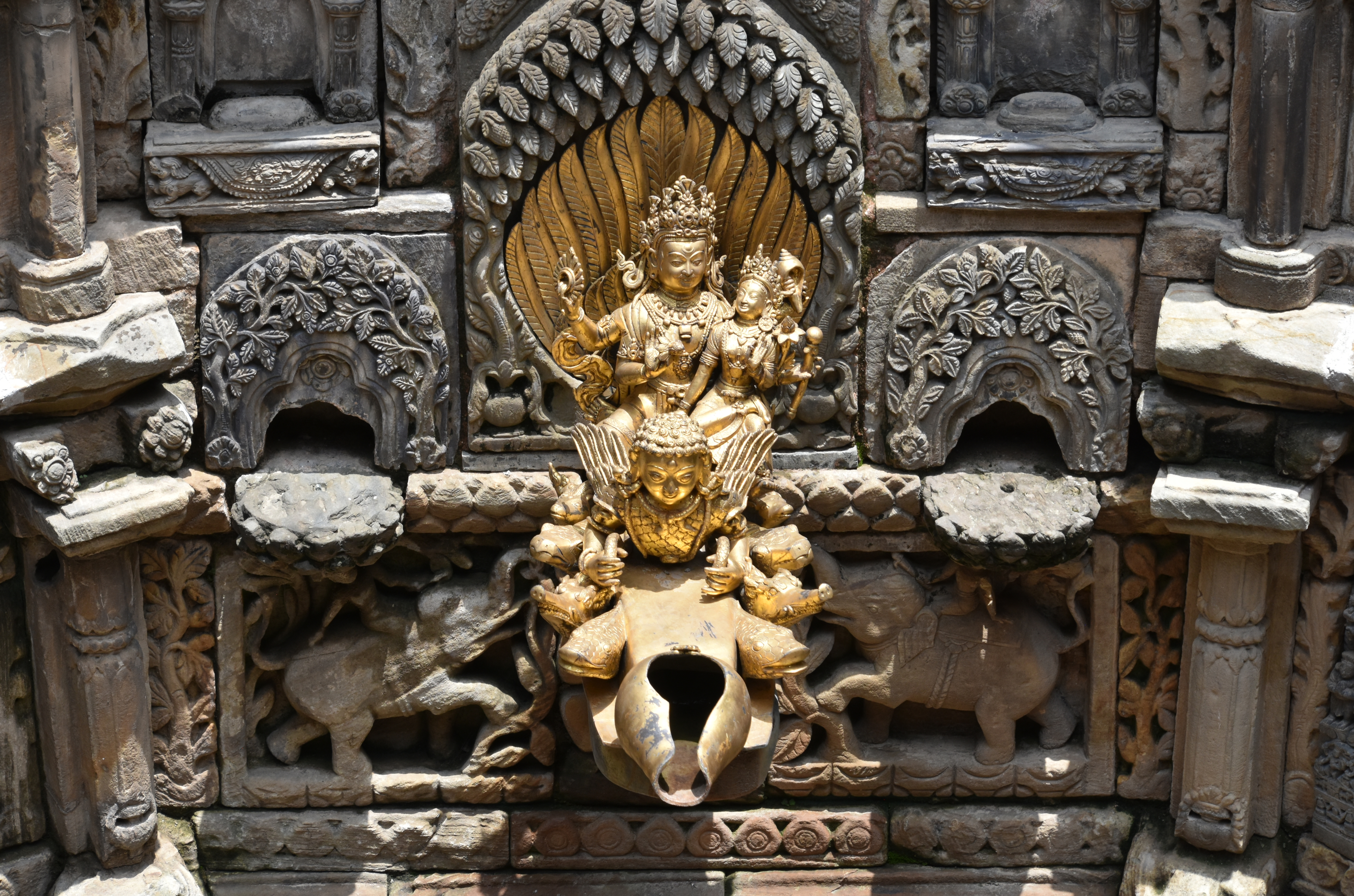
La fontaine datant de 1647
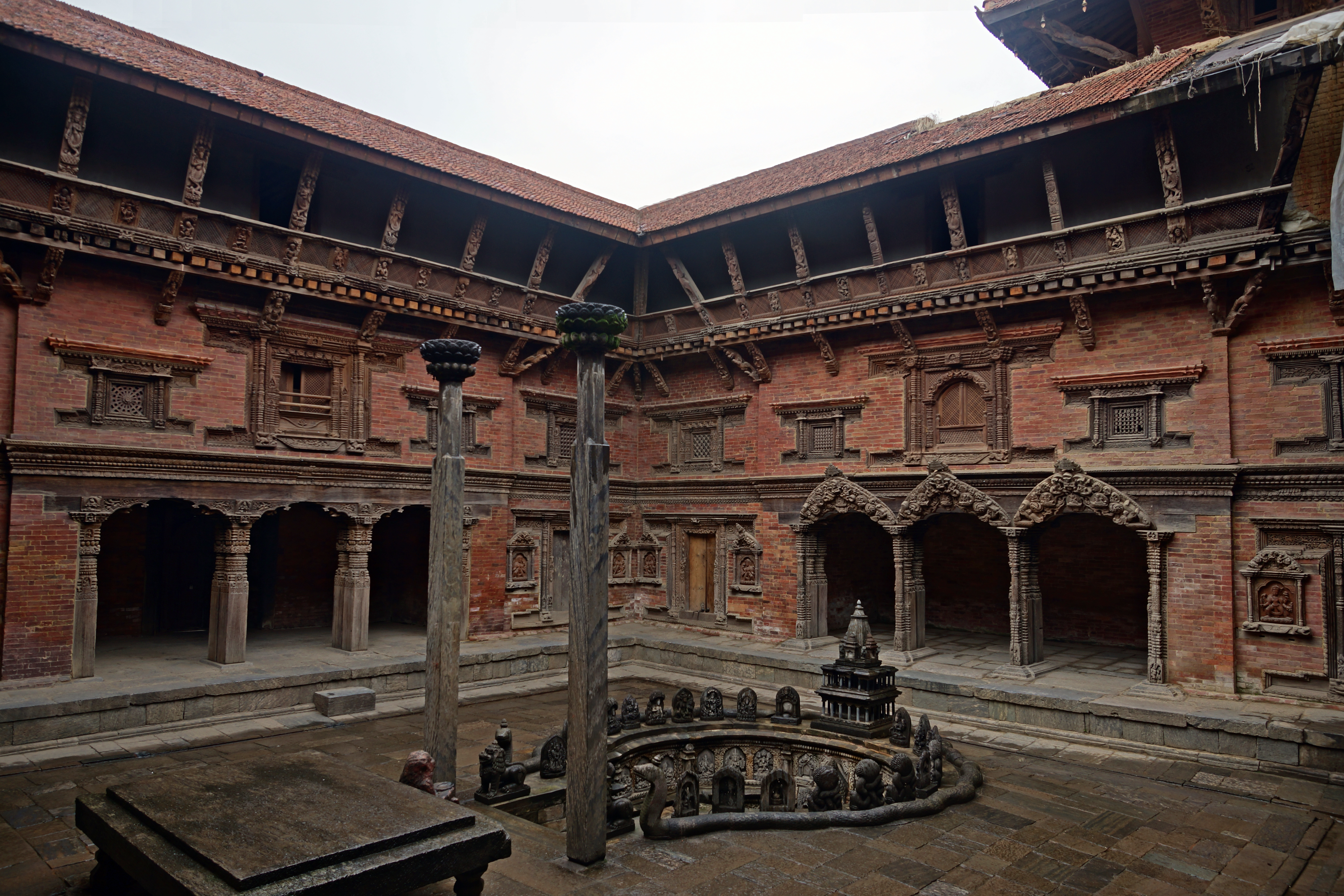
La cour